# Голан, Симха
Симха Голан (Гольдберг) (8 августа 1899, Брест-Литовск — 25 января 1964, Хайфа) — общественный деятель, генеральный директор компании «Солель боне».

## Биография
Родился в семье Давида Гольдберга и Хавы Гольдман. Получил традиционное еврейское образование. В 1922 эмигрировал в Эрец-Исраэль. Первоначально работал на стройках Хайфы и Тель-Авива. В 1927 окончательно обосновался в Хайфе. Работал штукатуром, затем инженером. С 1933 работал офис-менеджером в Службе общественных работ до её слияния с фирмой «Солель боне» в 1937.
С 1937 вошёл в состав совета директоров строительной компании «Солель боне», вложив значительные средства в развитие компании. В 1958 был назначен генеральным директором компании «Солель боне».
Входил в состав исполнительного комитета Хистадрута, в состав правления Банка Апоалим, в высшее руководство партии МАПАЙ, был членом рабочего совета Хайфы. Также состоял в правлении Техниона и Еврейской реальной школы в Хайфе.
Его именем названа улица в Хайфе.